# 意大利鼠兔
意大利鼠兔是原產於地中海科西嘉島及薩丁尼亞島的鼠兔，但於1700年代未或1800年代初滅絕。牠們最初被描繪為「沒有尾巴的大兔」，古代薩丁尼亞島的原住民將牠們當為食物。現時認為科西嘉鼠兔（Prolagus corsicanus）與牠們是同一物種。
有指意大利鼠兔仍然在薩丁尼亞島上生存著，另一些則指牠們其實是在較近期才消失的。以往有一些指觀察到牠們的報告，但未有一個是已確實的。